# Holger Bisgaard (byplanlægger)
 Der er flere personer med dette navn, se Holger Bisgaard.
Holger Ove Bisgaard (født 29. maj 1952) er en dansk byplanlægger.
Bisgaard er uddannet byplanarkitekt 1978. Fra 1998 til 2007 var han planchef i Københavns Kommune. Her spillede han en central rolle i igangsætningen af boligbyggeriet i København og i genrejsningen af København. Før det var Bisgaard 1993-98 chefplanlægger i Roskilde Kommune, 1989-93 konsulent i Kommunernes Landsforening og 1984-89 planlægger i teknisk forvaltning, Århus Amt. 1982-84 var han ansat ved Dansk Byplanlaboratorium og 1980-82 på arkitekt Ole Svenssons Tegnestue. 
I perioden 2008 til 2017 var Bisgaard ansat i henholdsvis miljøministeriet indtil 2015 og i Erhvervsstyrelsen, hvor han arbejdede med planloven bl.a. vedr. almene boliger og modernisering af planloven samt fingerplanen. I 2018 etablerede han eget byplanfirma.
Holger Bisgaard har undervist på Aalborg Universitetscenter og arkitektskolerne. Han er censor på en række højere læreanstalter og dommer/rådgiver i både danske og internationale konkurrencer. Siden 2019 ekstern lektor på kunstakademiets arkitektskole.
Han har fra 1995 været bestyrelsesmedlem af og siden 2001 været formand for Jacob Gades Legat. Fra 2020 medlem af pensionskassen for arkitekter og designere. I perioden 2004-07 medlem af programbestyrelsen for dialog og balance i udsatte boligområder (ghettoudvalget) og i 2000-2001 medlem af by- og erhvervspolitisk udvalg samt 1999 Udvalg vedr. fornyelse af kommuneplanlægningen.
Han er forfatter til bøger, bl.a. Københavns genrejsning 1990-2010, Bogværket 2010.Om planlægning. Hans Reitzels forlag, 1981 samt en række artikler i fagtidsskrifter og aviser mv.